# Bresler's 33 Flavors
A Bresler's 33 Flavors foi uma rede americana de sorveterias fundada em 1927. Seu fundador foi o imigrante polonês William J. Bresler, que morreu em 1985.

## História
Em 1954, a Bresler's iniciou uma cadeia de hambúrgueres de fast food chamada Henry's Hamburgers.
A rede Bresler's foi vendida em 1987 para a Oberweis Dairy em Aurora, Illinois. Na época, ela contava com 300 lojas, das quais 297 eram franquias.
Pouco tempo depois, a rede foi renomeada de Bresler's 33 Flavors para Bresler's Ice Cream e adicionou iogurte congelado aos seus cardápios para competir com a TCBY. Dois anos depois, a Oberweis vendeu a rede para David Lasky.
A CoolBrands, empresa controladora da Yogen Früz, adquiriu a rede em 1995 e começou a expandi-la internacionalmente, incluindo unidades em Israel e no Egito. A CoolBrands reformulou a marca das últimas cinco unidades da Bresler's em 2007.